# INSAS
INSAS (eng. Indian Small Arms System) je obitelj Indija|indijskog oružja koja obuhvaća automatske puške, puškomitraljeze i karabine. Proizvodi ih vojna industrija Indian State Ordnance Factory Board u tvornici u indijskoj saveznoj državi Ishapore. Automatska puška INSAS danas je standardno pješačko oružje indijskih oružanih snaga.

## Povijest
Indijske oružane snage su od 1950-ih godina bile opremljene s kopijama belgijske jurišne puške FN FAL. Te kopije su se bitno razlikovale od belgijskog originala jer njezini dijelovi nisu bili kompaktni s pravim FAL-om. Kako je tokom 1980-ih godina kalibar 7.62 mm počeo zastarijevati, Indija je započela s projektom INSAS gdje bi indijsko oružje imalo neke od modernih značajni pušaka novijeg dizajna. Iako se INSAS u velikoj mjeri temeljio na sovjetskom AKM-u, indijsko oružje je imalo neke različitosti, čineći sebe tako jedinstvenim oružjem.
Tijekom kraja 1980-ih Indija je izrazila interes za kupnju (a možda i licencnu proizvodnju) istočnonjemačkih verzija AK koje bi koristile kalibar 5.56x45mm. Taj posao je u konačnici propao.
Izvorno, u projektu INSAS namjeravala se razviti automatska puška, karabin i puškomitraljez koji bi koristili streljivo kalibra 5.56x45mm NATO. 1997. godine su automatska puška i puškomitraljez bili spremni za masovnu proizvodnju, te je 1998. indijska vojska predstavila INSAS puške tokom Republičkog Dana parade.
Masovno uvođenje INSAS-a je u početku odgođeno zbog nedostatka domaće proizvodnje streljiva kalibra 5.56x45mm NATO, tako da je Indija značajne količina okvira s tim streljivom kupila od izraelske vojne industrije IMI. Danas je najmanje 300.000 automatskih pušaka INSAS u službi indijske vojske, a neke od njih su korištenje u indijsko-pakistanskim ratovima i vojnim sukobima.

## Dizajn
INSAS se temelji na legendarnom AK-47, ali s mnogim izmjenama. Plinski sustav je opremljen s regulatorom sličnog dizajna kao FN FAL, dok su neke značajke preuzete i s njemačkog G3.
Selektor paljbe i sigurnosna kočnica nalaze se na lijevoj strani puške, iznad pištoljskog rukohvata. Selektorom se omogućuje pojedinačna i rafalna paljba od tri metka. Oni su kod automatske puške slični onima iz američkog modela M16A2. Najnoviji modeli imaju i automatski mod paljbe.
Standardni okviri sa streljivom su izrađeni od poluprozirnog polimera te sadrže 20 metaka. Veći okviri od 30 metaka su sličnog dizajna te su dostupni za INSAS puškomitraljez, ali se mogu koristiti i kod automatske puške.
Osim tradicionalnog čeličnog ciljnika, na oružju je moguća montaža Picatinny šina na koje je moguće postaviti optičko-elektroničke uređaje. Cijev osim skrivača plamenam ima i mogućnost stavljanja granate (kao APAV 40 na FAMAS-u) NATO standarda. Također, uz cijev je moguće montirati AKM-ov višenamjenski nož-bajunetu.

## Nedostaci
INSAS je korišten 1999. godine tokom Kargilskog rata između Indije i Pakistana. Prema novinama Times of India puška je prikazala probleme pouzdanosti u vrlo hladnom podneblju u kojem se sukob dogodio. Npr. prilikom paljbe je dolazilo do pucanja polimerskog okvira. Također, bilo je primjera gdje je puška bila namještena na automatski mod paljbe, a ona je tokom paljbe "preskakala" u rafalni mod. Proizvođač je kasnije izjavio da su ti problemi riješeni.
Nakon što je nepalski kralj Gyanendra preuzeo vlast u zemlji, došlo je do zahlađenja odnosa između Indije i Nepala, te je Indija odbila Nepalu odobriti vojnu pomoć. Kasnije je INSAS ipak dostavljen Nepalu uz 70%-tnu subvenciju te se koristio u tamošnjem građanskom ratu. Puška je također pokazala probleme, ali službeno je objašnjeno da je do njih došlo jer su nepalski vojnici loše rukovali i nepravilno čistili oružje. Isti nedostaci su utvrđeni i tokom Kargilskog rata 1999. godine

## Inačice
- INSAS: standardna puška koju koristi indijska vojska, s fiksnim ili sklopivim kundakom te poluautomatskim i rafalnim modom paljbe. Automatska inačica ima i automatski režim paljbe te je također u uporabi indijske vojske.
- Excalibur: karabinska inačica koja ima rafalni i automatski mod paljbe. Nakon opsežnog testiranja u indijskoj vojsci, karabin je odbijen zbog jakog zvuka prilikom paljbe.
- MINSAS: karabin s kraćom cijevi od prethodne inačice koji koristi posebno izrađeno streljivo kalibra 5.56x30mm MINSAS. Namijenjen je za blisku borbu.
- INSAS LMG: puškomitraljez namijenjen kao oružje vatrene podrške. Cijev je dizajnirana za dugu i kontinuiranu paljbu. Ovaj model je razvijen kako bi zamijenio stariji puškomitraljez Bren.
- KALANTAK: mikro inačica automatske puške koja je trenutno u fazi testiranja te je namijenjena za taktičke zadatke. Malo je dostupnih informacija o ovom oružju osim nekoliko slika.
- AMOGH: puška kalibra 5.56x30mm koju je indijska vojska odbila već nakon prvog testiranja.
- Moderni automat-karabin: unikatno oružje u obitelji INSAS koje je izgledom i oblikom slično Uziju ili H&K MP7. Koristi streljivo kalibra 5.56x30mm a prošao je dvije faze testiranja pri indijskoj vojsci. Treće i konačno testiranje je provedeno u prosincu 2009. godine.[5]

## Korisnici
- Indija: indijska vojska koristi automatske puške i puškomitraljeze INSAS.[6][7]
- Butan: malu količinu oružja koristi Kraljevska butanska vojska.[8]
- Nepal: s 23.000 pušaka INSAS je opskrbljena nepalska vojska uz 70%-tnu subvenciju cijene.[4]
- Oman: INSAS koristi Kraljevska omanska vojska.[9]

## Vidjeti također
- FARA 83

## Vanjske poveznice
- Web stranica proizvođača
- Proizvođačeve informacije o INSAS-u
- Proizvođačeve informacije o Excaliburu
- Proizvođačeve informacije o MINSAS-u
- Proizvođačeve informacije o Kalantaku
- Proizvođačeve informacije o AMOGHU-u
- World.guns.ru
- INSAS: Indian Small Arms System